# Вера Јанићијевић
Вера Јанићијевић (Скопље, 17. јули 1931 — Београд, 7. јануар 2014) била је српски предавач, есејиста, писац, преводилац и сликар. 

## Биографија
Рођена је у породици оца службеника. Завршила је гимназију у Нишу где је стекла основна знања о сликању од вајара Јарослава Кратине и сликара Вучковића и Мишковића. У Нишу је похађала вечерњу школу сликања за талентоване средњошколце, при Дому културе, коју су водили поменути уметници.
Започела је студије на Технолошко металуршком факултету у Београду, које је после две године прекинула због алергије на хемијске препарате и пребацила се на Филозофски факултет. Завршила је филозофију на Филозофском факултету, а затим и драматургију на Академији за позориште, филм, радио и телевизију, сада Факултет драмских уметности.

## Професионални рад
Достојевски је био писац кога је непрекидно проучавала. Магистрирала је са темом Драмско у роману Идиот Ф. М. Достојевског, а докторирала са темом Велики романи Достојевског и Кантове антиномије на Филолошком факултету у Београду.
Радила је као професор филозофије у Гимназији у Крушевцу, а затим у VI београдској гимназији, до пензије. Са много бивших ученика је остала у трајној пријатељској вези.
Била је један од оснивача Књижевног клуба Багдала из Крушевца и члан Српског филозофског друштва, чији је била и секретар, тј. потпредседник у два мандата.
Прве есеје о Ману, Камију, Жиду и Достојевском је објавила у књижевном часопису Багдала у Крушевцу.
Захваљујући професору др Божидару Ферјанчићу, почела је да се бави Византијском филозофијом и то је постала, поред Достојевског, њена друга интересна сфера. Објавила је више радова из те области. У часопису Српског филозофског друштва Theoriа објављене су јој студије: 
- Дијалектика – логика у периоду Византије (бр.23, 1992. г) и
- Платонизам (византијског философа) Михајла Псела (бр.3 и 4, 1999. г).

У Књижевним новинама је објавила текстове:
- Студије на Царском универзитету у Цариграду (двоброј 1093/1094) и
- Византијска ученост и философија (вишеброј 1074/1075 и 1076/1077).

Године 2012. сви ти радови су објављени као књига Византијска ученост и философија, зборник радова, у издању Приватна издања Драгомира Џамбића.
Докторат Велики романи Достојевског и Кантове антиномије објавило је Српско филозофско друштво 1999. г. у едицији Филозофске студије.
Студију Шта знамо а шта не знамо о Библији и Лексикон византијских философа објавила је издавачка кућа Алма 2011. г.
Активно је учествовала у Симпозијуму Филозофског друштва у Сремским Карловцима. Одржала је велики број предавања и учествовала и организовала велики број округлих столова, стручних разговора и трибина у Дому културе Студентски град, Библиотеци Петар Кочић, Библиотеци Милутин Бојић, Правном факултету, Учитељском факултету, Филозофском факултету у Нишу, Градској библиотеци у Новом Саду...

### Списатељски и преводилачки рад
Писала је поезију и прозу. 
Новелете Са Црног пута, које су сећање на детињство проведено у Нишу, за време Другог светског рата, су штампане 1963. г. у издању Багдале, а затим и 2001. у издању издавачке куће Књиготека.
Приче о ђацима Записи једног професора, су 1978. г. читане у оквиру образовног програма Радио Београда, а 1998. г. су објављене као збирка истинитих прича под називом Са маргина једног профе у издању Багдале.
Experimentum hominis, приче, су објављене 2007. г. у издању Приватна издања Драгомира Џамбића.
Објавила је и три филозофска романа:
- Платон и тирани, приповест о Платоновим путовањима у Сиракузу, 2004. г. у издању издавачке куће Пешић и синови
- Миљеници богова Аристотел и Александар Македонски, приповест о Аристотелу и Александру Македонском, 2005. г. у издању издавачке куће Пешић и синови
- Диоген космополита, приповест о Диогену, 2009. г. у заједничком издању издавачке куће Пешић и синови и Приватних издања Драгомира Џамбића.

Преводила је са Руског и Француског језика. Објављени су јој преводи:
- А. Чекалова и М. Полаковска Живот и обичаји у Византији, превод са руског, 2003. г. у издању издавачке куће Пешић и синови
- С. С. Аверинцев Византијска философија, превод са руског, 2008. г. у издању Приватна издања Драгомира Џамбића

У припреми су превод са руског књиге: Барон А. Е. Врангел, Сећања на Ф. М. Достојевског из Сибира 1854-1856. г. и роман Париз.

### Сликарски рад
Око 1970. г. се поново вратила сликању и као члан Ликовног клуба "Ђуро Салај" излагала је на много групних изложби, а имала је и једанаест самосталних:
- 1977. г. у Беграду, у галерији "Ђуро Салај": Пејзажи и мртва природа
- 1980. г. у истој галерији: Манастири Србије
- 1983. г. у Нишу, у галерији "Јосип Колумбо"
- 1986. г. у Беграду, у галерији "Ђуро Салај"
- 1987. г. у просторији библиотеке VI београдске гимназије: Пејзажи и мртва природа
- 1993. г. у просторији библиотеке "Бранко Миљковић": Манастири и слике "скинуто са фрески"
- 2004. г. у макробиотичком ресторану "Природа": Мртва природа
- 2008. г. у Боготражитељима: Манастири
- 2009. г. у Градској библиотеци у Новом Саду: Манастири
- 2010. г. у Библиотеци Петар Кочић: Манастири
- 2013. г. у Библиотеци Петар Кочић: Ретроспективна изложба

- Манастир Студеница, XII век, задужбина Стефана Немање, суви пастел, 1985. г.
- Манастир Милешева из 1230. г, задужбина краља Владислава, суви пастел, 1984. г.
- Богородичина црква у селу Доња Каменица, недалеко од Књажевца, задужбина непознатог бугарског властелина, суви пастел, 2008. г.